# Tierras bajas de Lankaran

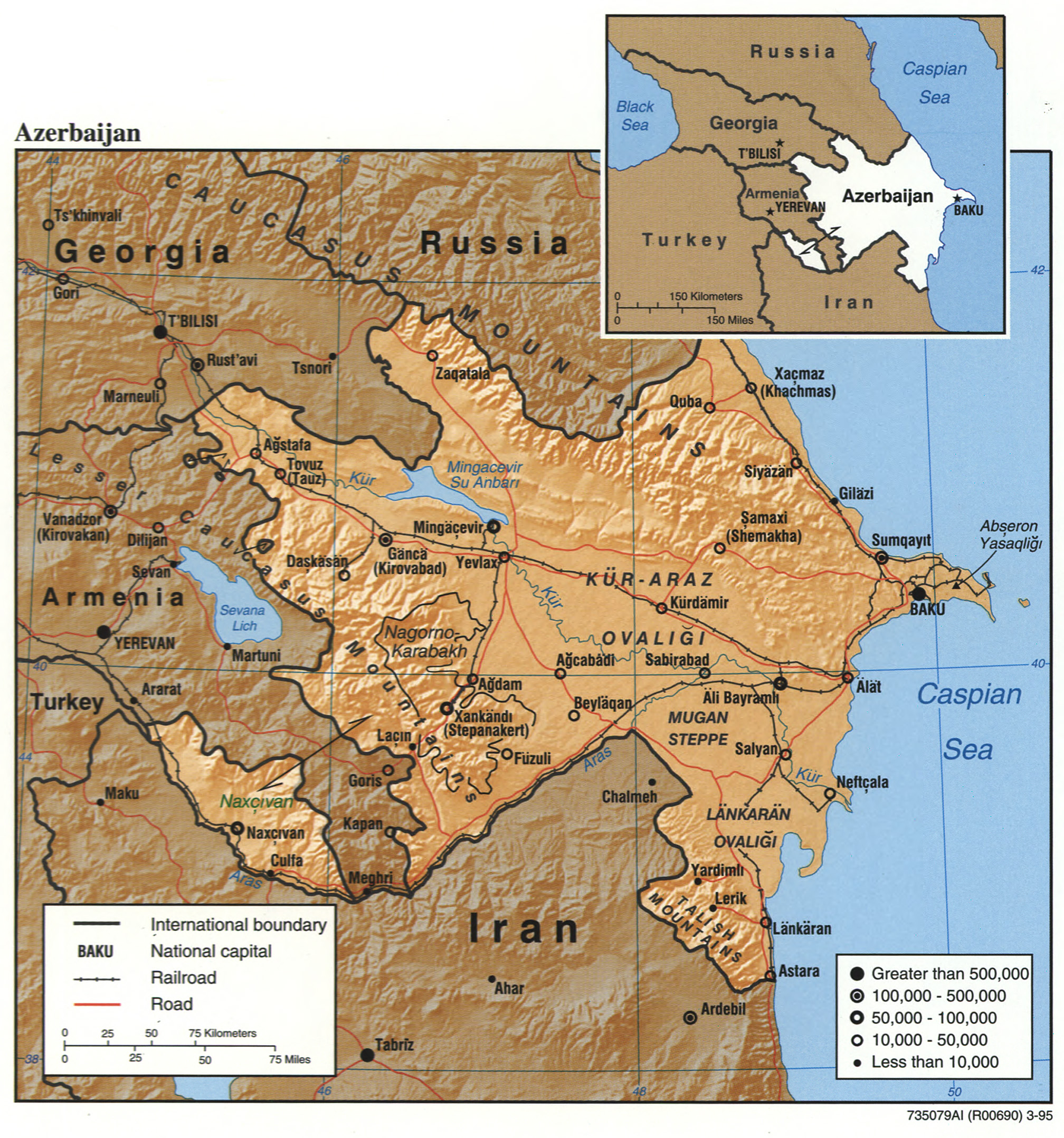
Azerbaiyán

Las tierras bajas de Lankaran (en azerbaiyano: Lənkəran ovalığı) son una estrecha franja de tierras bajas en el sur de Azerbaiyán junto al mar Caspio. Es la prolongación hacia el sur de la llanura de Kur-Araz, que a su vez es una extensión de la depresión aralo-cáspica. Lleva el nombre de la ciudad de Lankaran.

## Geografía
Limita con las montañas Talysh hacia el sur y llega a Irán en Astara. La parte llana del parque nacional Hirkan ("Bosque de Moscú") se encuentra dentro de las tierras bajas de Lankaran. El bosque de Moscú es la única parte conservada del bosque mixto hircano del Caspio que cubría la mayor parte de las tierras bajas, que luego fue talado para la agricultura. Sin embargo, existe un programa de reforestación de las tierras bajas, en un lote designado como no forestal que es la única tierra no cultivada de la llanura, con el fin de (en parte porque las tierras bajas de Lankaran son demasiado valiosas por su productividad agrícola para Azerbaiyán, como para cederlas a la reforestación) restaurar la ecología a su estado forestal anterior. Este terreno se convertirá en el segundo bosque de la llanura después del Bosque de Moscú y, una vez reforzado, se convertirá en una parte más del parque nacional Hirkan en la llanura.

## Clima
Las tierras bajas con su húmedo semi- clima subtropical es un lugar de plantaciones de té, arroz y cítricos. La precipitación anual máxima en las tierras bajas de Lankaran es de entre 1.600 mm y 1.800 mm, que a lo largo de las montañas Talysh es la precipitación más alta de Azerbaiyán.

## Fauna
| Animal             | Nombre                   |
| ------------------ | ------------------------ |
| Pollo sultán       | Porphyrio poliocephalus  |
| Ibis brillante     | Plegadis falcinellus     |
| Flamenco           | Phoenicopterus ruber     |
| Francolin negro    | Franco linus francolinus |
| Cisne              | Cygnus                   |
| Anser (pájaro)     | Anser                    |
| Focha euroasiática | Fulica atra              |